# Flyme (Villa Air)
Flyme, действующая как Villa Air, — мальдивская авиакомпания со штаб-квартирой в Мале, которая осуществляет регулярные и чартерные перевозки по аэропортам Мальдивской Республики. Является дочерним предприятием транспортного холдинга Villa Group.
Компания была основана 14 марта 2011 года, коммерческую деятельность начала 1 октября того же года.

## Маршрутная сеть
Авиакомпания Flyme выполняет ежедневные регулярные рейсы между столичным аэропортом и международным аэропортом Вилла, а также еженедельные рейсы по девяти маршрутам внутри Республики:
Мальдивы
- Мале — международный аэропорт имени Ибрагима Насира
- Тиладуммати — аэропорт Ханимаду
- Баа — аэропорт Дхаравандхоо
- Ари — международный аэропорт Вилла хаб
- Лааму — аэропорт Кадхоо
- Гаафу-Алиф — аэропорт Кооддоо
- Гаафу-Дхаалу — аэропорт Каадедхоо
- Гнавийани — аэропорт Фувахмулах
- Сиину (Адду) — международный аэропорт Ган

## Флот

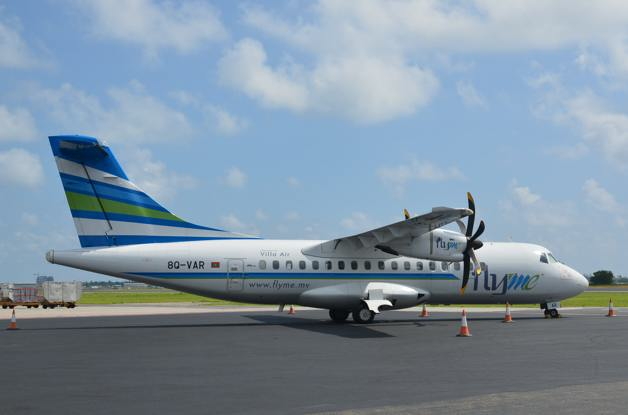
ATR-42 авиакомпании Flyme

В ноябре 2013 года воздушный флот авиакомпании Flyme составляли следующим самолёты со средним возрастом 7,7 года: